# Tawa AFC
Der Tawa Association Football Club ist ein neuseeländischer Fußballklub aus Tawa, einem Stadtteil von Wellington.

## Geschichte
Der Klub wurde am 2. November 1971 als Ausgründung von Porirua United (heute Western Suburbs) gegründet. Bis zur Saison 1982 gelang dann der Aufstieg in die Central League Division 1. Gut zehn Jahre später stieg man als Meister dann sogar in die Central League Premier auf. In der Saison 1995 spielte man somit dann sogar im System der New Zealand Superclub League. Seitdem spielt der Klub weiter in der Capital Premier, dabei ununterbrochen seit 2010.
Im Chatham Cup waren bislang die größten Erfolge nebst zwei Viertelfinal-Teilnahmen in den Ausgaben 1996 und 1998 eine Teilnahme am Halbfinale der Saison 1992, wo man mit 0:2 gegen Waikato United ausschied.